# Клоков, Всеволод Иванович
Всеволод Иванович Клоков (25 июня 1917, Усть-Катав — 11 октября 2004, Киев) — активный участник партизанской борьбы на Украине и в Чехословакии в годы Великой Отечественной войны, комиссар партизанской бригады. Герой Советского Союза (2.05.1945). В послевоенное время — учёный-историк, доктор исторических наук, профессор, член-корреспондент Академии наук Украины, лауреат Государственной премии Украины, заслуженный деятель науки Украины. 

## Биография
Родился 25 июня 1917 года в городе Усть-Катав Челябинской области в семье рабочего. Русский. Член КПСС с 1947 года. Учился в средней школе, а затем на рабфаке.
В 1932 году стал членом ВЛКСМ. В 1934 году поступил в Томский электромеханический институт инженеров железнодорожного транспорта. После успешного окончания обучения в 1939 году был оставлен на преподавательской работе. Чтение лекций студентам соединял с научно-исследовательской работой.
Великая Отечественная война застала В. Клокова на белорусской земле. В составе артиллерийского подразделения он участвовал в первых жестоких боях против немецко-фашистских захватчиков к западу от Минска. Пушка, расчетом которой командовал В. И. Клоков, успешно уничтожала гитлеровцев и технику.
В районе Гомеля полк, в котором воевал В. И. Клоков, попал в окружение. С жестокими боями советские воины пытались прорваться на восток. Пробиваясь белорусскими лесами, обходя города и села, захваченные враждебными прифронтовыми частями, 26 советских бойцов, среди которых был и В. И. Клоков, в октябре 1941 года соединились с партизанской группой Черниговского областного отряда.
«Группа 26», как её называли, через некоторое время стала одной из лучших боевых групп. Когда с Большой земли был получен первый груз взрывчатки, В. И. Клоков попросился в специально сформированную диверсионную группу. Там он изучил минно-подрывное дело и стал квалифицированным подрывником.
11 марта 1943 года партизанское соединение Черниговской области вышло в рейд на Волынь. Во время рейда диверсионная группа В. И. Клокова осуществила семь диверсионных актов против врага. Летом 1943 года, когда Чернигово-Волынское партизанское соединение начало боевые действия в западных областях Украины и Белоруссии, диверсионная группа В. И. Клокова была направлена на железнодорожный участок Брест — Пинск. Напряженно работая, подрывники в течение августа и сентября уничтожили 33 вражеских эшелона с живой силой, техникой и боеприпасами.
Зимой 1943-44 В. И. Клоков был назначен начальником всех диверсионных групп на железнодорожном участке Ковель — Сарны. В апреле 1944 года, когда Чернигово-Волынское соединение партизанских отрядов встретились с частями Красной Армии, на счету подрывных групп под командованием В. И. Клокова было уже 102 взорванных эшелона. Лично В. И. Клоков взорвал 6 эшелонов врага.
Летом 1944 года, по решению Украинского штаба партизанского движения, В. И. Клокова вместе с группой товарищей десантировали на территорию Чехословакии. С августа 1944 года по февраль 1945 года он был начальником штаба партизанской бригады имени Яна Жижки, а с февраля по май 1945 года — комиссаром партизанского соединения имени Суворова, действовавших в Чехословакии.
Указом Президиума Верховного Совета СССР от 2 мая 1945 года за мужество и героизм, проявленные при выполнении боевых заданий командования в борьбе против немецко-фашистских захватчиков в тылу врага, и за особые заслуги в развитии партизанского движения на Украине, Всеволоду Ивановичу Клоков присвоено звание Героя Советского Союза с вручением ордена Ленина и медали «Золотая Звезда» (№ 7431).
После войны В. И. Клоков — на научной работе. Работал заведующим отделом Комиссии истории Великой Отечественной войны Академии наук Украинской ССР, заведующим отделом Архивного управления Украины, старшим научным сотрудником Института истории АН Украины, а с 1962 года — заведующим отделом этого же института.
В. И. Клоков постоянно и активно участвовал в общественно-политической жизни страны, являясь членом Советского Комитета ветеранов войны, первым Председателем Украинского совета ветеранов войны, труда и Вооружённых Сил, членом бюро Международной федерации борцов Сопротивления, Народным депутатом СССР последнего созыва. Был заместителем председателя Комиссии по делам бывших партизан Великой Отечественной войны при Верховной Раде Украины, членом Военно-шефской комиссии Национальной академии наук Украины.
В. И. Клоков — доктор исторических наук, профессор, член-корреспондент Академии наук Украины. Его перу принадлежит ряд фундаментальных работ, посвященных подвигу советского народа в годы Великой Отечественной войны.
Умер 11 октября 2004 года. Похоронен в Киеве на Байковом кладбище.

## Награды
Награды СССР
- Герой Советского Союза с вручением ордена Ленина и знака особого отличия — медали «Золотой Звезды»[1].
- Орден Октябрьской Революции (24 июня 1987 г.)[2].
- Орден Отечественной войны 1-й степени (1985 год)[1].
- Орден Красной Звезды[1].
- Орден Дружбы народов[1].

Награды Украины
- Орден «За заслуги» I степени (19 сентября 2002 года) — за значительный личный вклад в борьбу с фашистскими захватчиками в период Великой Отечественной войны 1941—1945 годов, активную общественную деятельность в ветеранских организациях, популяризацию истории подпольно-партизанского движения на Украине[3]
- Орден «За заслуги» II степени (23 июня 1997 года) — за значительный личный вклад в военно-исторические исследования наследия украинского народа[4].
- Почётный знак отличия Президента Украины (7 мая 1995 года) — на чествование ратного подвига, трудовой доблести, за активную деятельность в ветеранском движении и по случаю 50-й годовщины Победы в Великой Отечественной войне 1941-1945 гг.[5].

## Сочинения
- Клоков В. И. Борьба народов славянских стран против фашистских поработителей. (1939-1945 гг.) — Киев: Издательство Академии наук УССР, 1961.
- Клоков В. И. Всемирный исторический подвиг. — Киев: Политиздат Украины, 1975.
- Клоков В. И. Всенародная борьба в тылу немецко-фашистских оккупантов на Украине, 1941-1944: Историографический очерк. — Киев: Наукова думка, 1978.
- Клоков В. И. Украинская ССР в годы Великой Отечественной войны. — Киев: Общество "Знание" УССР, 1979.
- Клоков В. И. Ковельский узел. — Киев: Политиздат Украины, 1981.
- Клоков В. И. Действия партизан Украины на железнодорожных коммуникациях в тылу фашистских войск, 1941 - 1944. — Киев: Наукова думка, 1984.
- Клоков В. И. Партизаны Словацких гор. — Киев: Политиздат Украины, 1986.
- Клоков В. И. Солдат Победы глазами мировой общественности. — Киев: Общество "Знание" УССР, 1989.
- Клоков В. И. Вынужденное признание: Рост международного авторитета Советского Союза в результате побед в Великой Отечественной войне, 1941-1945 гг. — Киев: Наукова думка, 1991.
- Клоков В. И. Плечом к плечу. // Вопросы истории. — 1960. — № 3.